# Urdúliz
Urdúliz (em castelhano) ou Urduliz (em basco) é um município da Espanha na província da Biscaia, comunidade autónoma do País Basco. Faz parte da comarca de Uribe e tem 7,8 km² de área.[carece de fontes?] Em 2021 tinha 5 034 habitantes (densidade: 645,4 hab./km²).